# Hermann von Budde

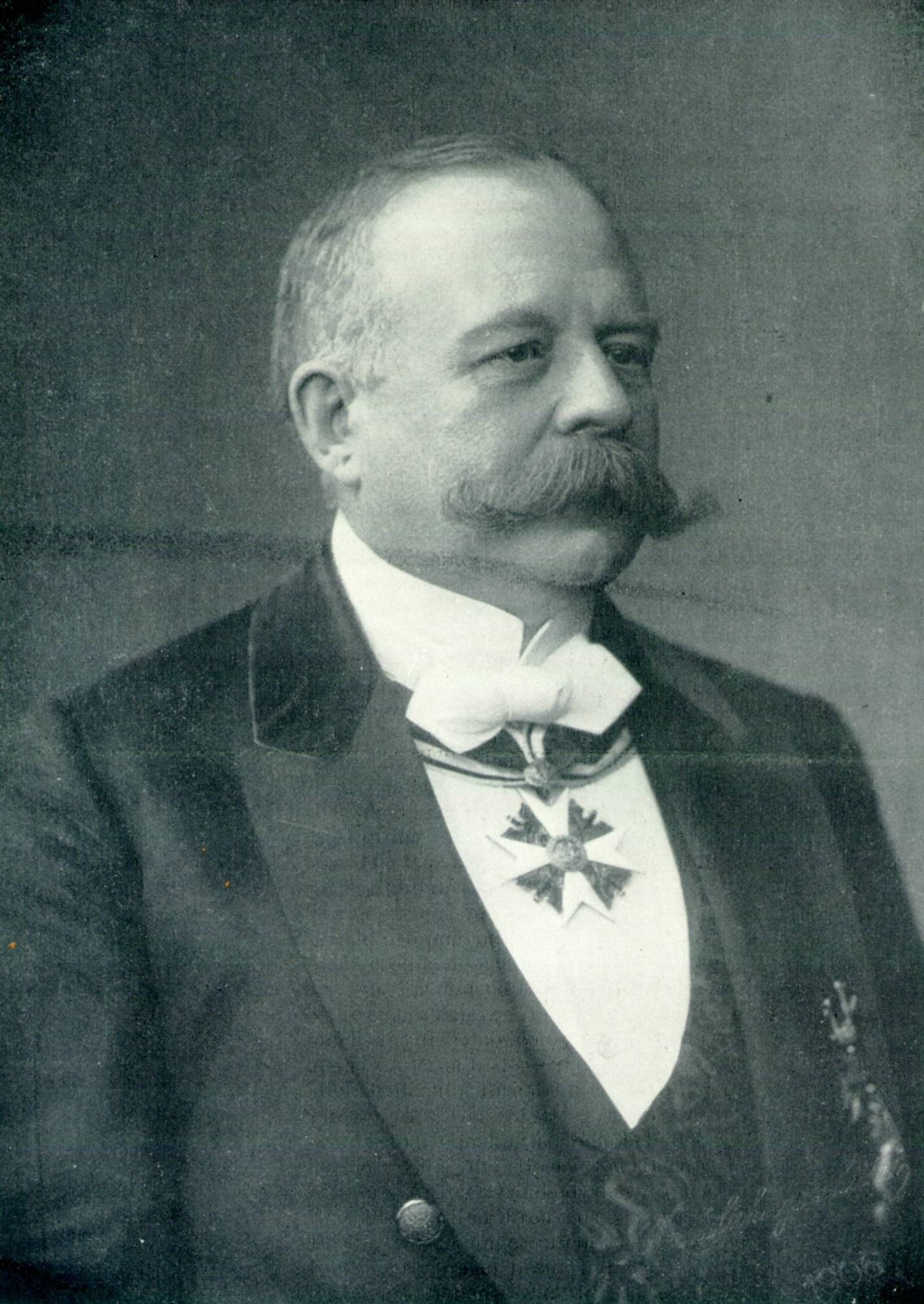
Hermann von Budde

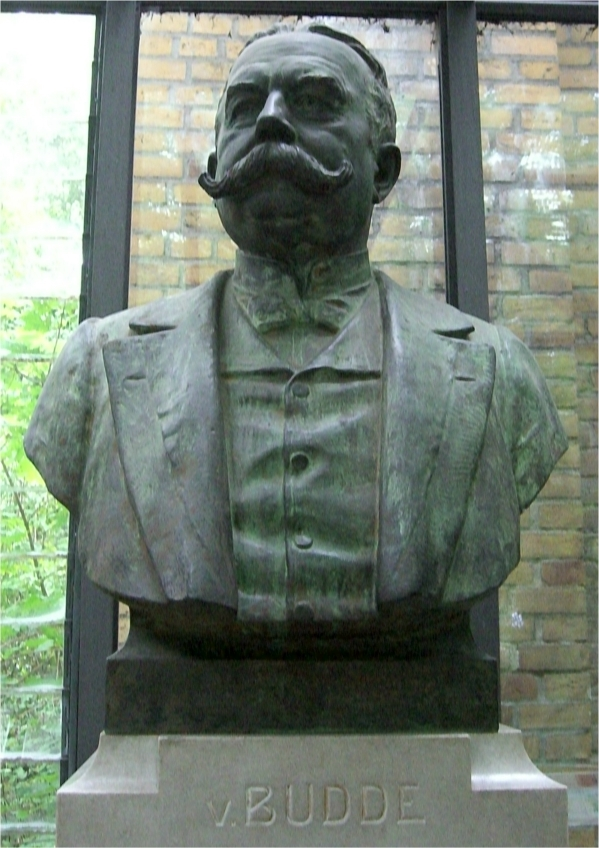
Hermann von Budde in Bronze, von Martin Götze

Hermann Budde, ab 1904 Hermann von Budde, (* 15. November 1851 in Bensberg; † 28. April 1906 in Berlin; vollständiger Name: Hermann Friedrich Hans Budde) war ein preußischer Offizier, zuletzt Generalmajor, sowie preußischer Staatsminister. Er wurde 1904 der erste Ehrenbürger der Stadt Bergisch Gladbach.

## Leben

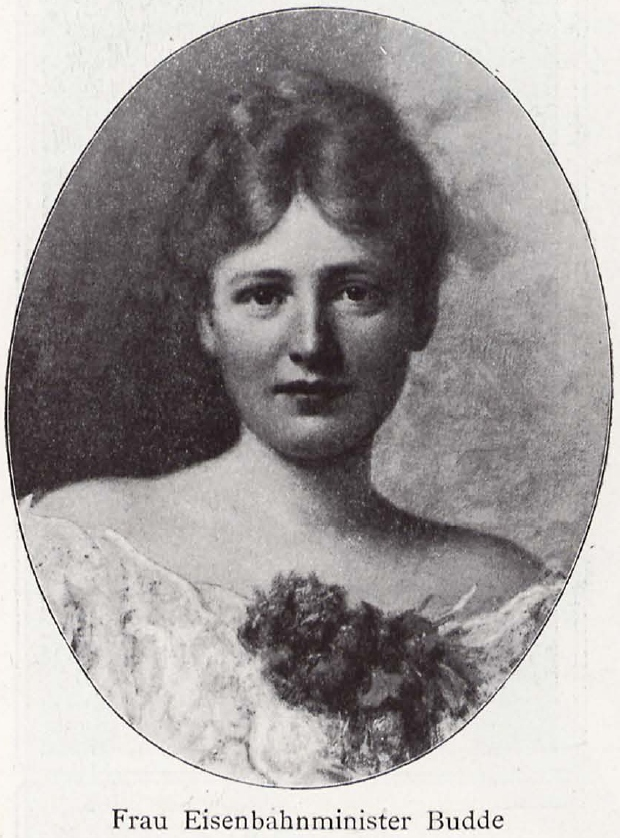
Hermann Buddes zweite Frau Johanna Helene Auguste Marie, 1903.

Hermann Budde war ein Sohn des Oberlehrers am Kadettenhaus Bensberg Wilhelm Theodor Budde (1813–1885) und dessen Ehefrau Ottilie Budde geborene Sack (1818–1886). Der Maschinenbau-Ingenieur Otto Budde (1848–1909) und der Theologe Karl Budde (1850–1935) waren seine Brüder.
Nach dem Besuch der Elementarschule in seiner Heimatstadt absolvierte Budde die Kadettenanstalten in Bensberg und Berlin und trat dann am 12. April 1869 als Sekondeleutnant in das 1. Kurhessische Infanterie-Regiment Nr. 81 ein. Wenig später nahm er als Zugführer mit seinem Regiment am Deutsch-Französischen Krieg teil. In der Schlacht von Noisseville wurde er durch einen Lungenschuss schwer verwundet und nach seiner Wiederherstellung zunächst ab Frühjahr 1871 bei Bezirkskommando Kassel verwendet. Von 1873 bis 1876 absolvierte Budde dann die Preußische Kriegsakademie. Budde befasste sich insbesondere mit der militärischen Rolle der Eisenbahnen. Für eine Untersuchung zu diesem Thema wurde er von General Helmuth von Moltke persönlich mit dem preußischen Roten Adlerorden IV. Klasse ausgezeichnet. In der Folge war Budde in der Eisenbahnabteilung des Großen Generalstabs an führender Stelle tätig. Am 29. Dezember 1900 nahm er als Generalmajor seinen freiwilligen Abschied aus der Armee. Von Kaiser Wilhelm II. wurde er 1902 zum Staatsminister und preußischen Minister der öffentlichen Arbeiten ernannt. In dieser Funktion nutzte er sein Fachwissen im Eisenbahnwesen, um sich für die ersten Versuchsfahrten von elektrischen Schnelltriebwagen auf der Militärbahn Marienfelde-Zossen bei Berlin in den Jahren 1901 bis 1903 einzusetzen (Geschwindigkeits-Weltrekord von 210,2 km/h). Budde starb 1906 im Amt. Sein Nachfolger im Ministeramt wurde Paul von Breitenbach.
Budde war – neben seinem Amt als Minister – Generaldirektor der Deutsche Waffen- und Munitionsfabriken AG. Dabei brachte er auch die Ansiedlung einer riesigen Fabrikanlage im damaligen Landkreis Niederbarnim am heutigen Eichborndamm (Bezirk Reinickendorf) auf den Weg, erlebte aber deren Baubeginn 1906 nicht mehr.
Er verfasste das Buch Die Benutzung der französischen Eisenbahnen im deutschen Kriegsbetriebe.

## Familie
Budde war seit 31. Mai 1881 mit Emma geborene Lippert (1853–1888) verheiratet. Nach ihrem Tode heiratete er in zweiter Ehe Johanna Helene Auguste Marie geborene Heyland (* 11. Mai 1871 in Iserlohn; † 23. Februar 1916 in Berlin), die Schwester des Elektrotechnikers Alexander Heinrich Heyland. Die von ihm langjährig genutzte Dienstwohnung befand sich im Gebäude des späteren Reichsverkehrsministeriums, Wilhelmstraße 79 in Berlin.
Hermann von Budde wurde auf dem Bensberger Friedhof beigesetzt. Die aufwendige Grabanlage entstand nach Entwurf des Berliner Architekten Franz Schwechten, der in der öffentlichen Wahrnehmung das besondere Wohlwollen des Kaisers genoss. Über der Gruft steht ein offener Pavillon mit einer von der Berliner Bildhauerin Lilli Wislicenus-Finzelberg geschaffenen Büste von Budde. Später wurde seine Frau Helene und weitere Familienmitglieder hier beigesetzt.

## Auszeichnungen
- 1903: Großkreuz des großherzoglich hessischen Verdienstordens Philipps des Großmütigen[3]
- 1903: Großkreuz des königlich dänischen Dannebrogordens[3]
- 1. Mai 1904: Erhebung in den erblichen Adelsstand[4] und damit Begründer des preußischen Adelsgeschlecht Budde
- 1. April 1905: Ritter des preußischen Schwarzen Adlerordens
- 1906: Ehrenmitgliedschaft im Verein Deutscher Maschinen-Ingenieure

Nach ihm  wurden Straßen in zahlreichen Orten benannt: Bergisch Gladbach (Bensberg), Berlin-Tegel, Berlin-Niederschönhausen, Bielefeld, Bremerhaven, Erfurt, Essen-Altendorf, Gelsenkirchen, Gießen, Halle (Saale) und auch Halle (Westfalen), Hamburg-Wilhelmsburg, Krefeld, Neumünster, Bad Oeynhausen, Recklinghausen, Rheda-Wiedenbrück.
Teils noch während seiner Amtszeit benannte der Landkreis Niederbarnim, in den die von Budde geleiteten Rüstungsfabriken Wirtschaftskraft und Beschäftigung brachten, vier Straßen und einen Platz nach ihm. Dabei waren auch die Nähe zu Eisenbahnstrecken von Bedeutung. Nach seiner zweiten Ehefrau wurde die Wohnanlage Helenenhof des Beamten-Wohnungsvereins zu Berlin in Berlin-Friedrichshain benannt.

## Trivia
Der Ex-Kaiser Wilhelm II. beschrieb Buddes Wirken in dem 1922 erschienenen Memoiren-Band Ereignisse und Gestalten.